# オリヅルスミレ
オリヅルスミレ（折鶴菫、Viola stoloniflora）は、スミレ科スミレ属の常緑多年草。学名は「匍匐茎に花が咲く」ことを意味し、和名は匍匐茎を伸ばして殖える様子を折り鶴に見立たものである。

## 概要
1982年に2個体が地元の教師の比嘉清文により発見され、1988年に琉球大学の横田昌嗣が新種と発表した。
ハート形の小さい葉がロゼット状に付き、下側3枚の花弁の付け根に紫色の細い線が走った白い花を咲かせる。中央下向きの花弁（唇弁）が他の4枚に比べて大きく、先端が凹む。
繁殖の手段は匍匐茎と種子である。
種子は大きさが1mm、重さが100粒当たり18mg程度と、日本産のスミレの中では最も小さく、軽い。エライオソームがあることから、多くのスミレ類と同様、はじけ飛んだあとアリに運ばれると考えられている。

## 分布
沖縄本島の辺野喜川中流に沿ったところで生息していたことが確認されている。沖縄県産だが、暑くも寒くもない環境に適している。
唯一知られている生息地は現在ダムとなっている。

## 近縁種
1994年に見つかったものは、本種とやや異なる点があり、テリハオリヅルスミレとよばれる。ただしこの種は学名が未確定で既知種とは別種であると定義できるほどの情報を含む報告がないため、環境省の第5次レッドリストからカテゴリー外とされた（第4次まではCRとされていた）。
本種に最も近縁なのは台湾に分布するV. formosanae (ウラジロスミレ)で、これら2種のみでPlagiostigma節の中の亜節Formosanaeを構成するとの見解が近年出された。

## 保全状態評価
- 野生絶滅（環境省レッドリスト）

新種として発表される前に唯一の生息地がダム（辺野喜ダム、1975年着手、1987年竣工）建設で破壊され、その後新たに発見されていないことから、野生絶滅に指定された。
保護にあたり、暑さに弱い本種を沖縄で増殖させることは難しく、設備が整っている広島市植物公園で栽培することとなった。筑波実験植物園や海洋博覧会記念公園管理財団など各地の植物園で栽培されている個体は広島市植物公園から一部を譲り受けたものである。